# Gert Jonke
Gert Jonke (Klagenfurt, 8 febbraio 1946 – Vienna, 4 gennaio 2009) è stato uno scrittore e poeta austriaco.

## Biografia
Esponente di spicco del Gruppo di Graz, ha studiato musica, letteratura e cinema all'Università di Vienna. Le sue opere sono caratterizzate da una forte sperimentazione linguistica, con tratti spesso surreali e umoristici. Per l'attenzione al suono, alla ritmicità e alla musicalità del testo, è stato definito "Textkomponist" (compositore di testi).  È stato insignito di numerosi premi letterari, tra cui il Berliner Literaturpreis. È morto a 62 anni di cancro al pancreas.